# Hadwig Hörner
Hadwig Hörner, auch Hadwiga Hoerner (* 29. Juni 1927; † 25. Juni 2019) war eine deutsche Klassische Philologin, die an der Universität Frankfurt am Main lehrte. Den Schwerpunkt ihrer Arbeit bildete die Edition der Werke des christlichen Kirchenlehrers Gregor von Nyssa.

## Leben
Hadwig Hörner wurde im Jahr 1927 geboren. Über ihre Kindheit, Jugend und Ausbildung liegen derzeit keine Informationen vor.
Im Jahr 1959 lebte Hörner nachweislich in Frankfurt am Main. Dort war sie ab 1964 am Institut für Klassische Philologie der Universität Frankfurt als außerplanmäßige Professorin für Klassische Philologie tätig. 1992 trat sie in den Ruhestand.
Hadwig Hörner war Spezialistin für griechische Philosophie und christliche Theologie. Ihr Hauptforschungsgebiet waren die Schriften des Gregor von Nyssa, dessen Gesamtausgabe Gregorii Nysseni opera sie als Nachfolgerin von Werner Jaeger und von Hermann Langerbeck betreute. Sie war Hauptherausgeberin der Bände 9 (1967), Supplementum (1972) und 3,2 (1987). In Vorbereitung befindet sich De hominis opificio (Stand: November 2015).